# TS Volley Düdingen
TS Volley Düdingen är en volleybollklubb från Düdingen, Schweiz. Klubben bildades 2014 genom att volleybollsektionen av TS Düdingen bröt sig ut och bildades en egen klubb. Volleyboll förekom i moderklubben 1956. Laget debuterade i Nationalliga A (högsta serien) 2008. De har vunnit schweiziska supercupen en gång (2015).